# トランプ用語一覧
トランプ用語一覧（トランプようごいちらん）は、トランプおよびトランプを使ったゲームで使用する用語の一覧である。特定のゲームでのみ使われる用語については、ここには載せていないので、それぞれのゲームのページを参照すること。カードマジックの用語は含まない。
| 目次 | 目次 | 目次 | 目次 | 目次 | 目次 | 目次 | 目次 | 目次 | 目次 | 目次 |
| ---- | ---- | ---- | ---- | ---- | ---- | ---- | ---- | ---- | ---- | ---- |
| わ   | ら   | や   | ま   | は   |      | な   | た   | さ   | か   | あ   |
|      | り   |      | み   | ひ   |      | に   | ち   | し   | き   | い   |
| を   | る   | ゆ   | む   | ふ   |      | ぬ   | つ   | す   | く   | う   |
|      | れ   |      | め   | へ   |      | ね   | て   | せ   | け   | え   |
| ん   | ろ   | よ   | も   | ほ   |      | の   | と   | そ   | こ   | お   |

## あ
アップカード （upcard）
表を上にして置かれたカード。役目はゲームによって異なる。ターンアップを指すこともある。⇔ダウンカード

## い
インデックス （index）
カードの端に記された、ランクの略号とスート。

## う
ウィドー （widow）
キティーに同じ。
シングルトンに同じ。未亡人という原義から一枚だけ残ったカードを指す。

## え
エース （ace）
カードのランクのひとつ。Aと略す。数札の1であるが、しばしばもっとも強いランクとして扱われる。ゲームによっては2の下にもKの上にもなる。
エスタブリッシュ （establish）
トリックテイキングにおいて、場に残っている同一スート内で最強位となっている状態。次のそのスートのトリックを取る権利を有していると見なされ、未プレイだがトリックを達成しているという意味でエスタブリッシュ（達成）。動詞的に「エスタ」っているなどとも使用する。
絵札 （court card, coat card, face card）
スートのシンボルではなく、人間が描かれているカード。通常はジャック・クイーン・キング。⇔数札。
エルダーハンド （elder hand）
各競技者が順番に何かの行動（手札から1枚出すなど）するときに、先に行動する人をこう呼ぶ。⇔ヤンガーハンド
エルディスト （eldest）
各競技者が順番に何かの行動（手札から1枚出すなど）するときに、その行動を最初に行う人。通常はディーラーが最後になるようにするので、時計回りならディーラーの左隣、反時計回りならディーラーの右隣の競技者がエルディストになることが多い。

## お
オークション （auction）
せり。トリックテイキングゲームにおいて、各競技者がビッドしあうことにより、デクレアラーを決定すること。
オープニングビッド （opening bid）
オークションの最初のビッド。
オープニングリード （opening lead）
トリックテイキングゲームの最初の回のリード。エルディストが行うことが多いが、そうでないゲームもある。
親
バンカーのいるゲームではバンカーを「親」ということが多い。それ以外の場合は、文脈によりディーラーを指すかもしれないし、デクレアラーのようなプレイの中心人物を指すかもしれない。

## か
カット （cut）
ひとまとまりになったカードをいくつかに分けて、その上下を入れかえること。シャッフルの後に、シャッフルした人とは別の人が行うことが多い。
カットスロート （cutthroat）
3人以上の競技者が、チームを組まずにそれぞれ独立して競技すること。

## き
キティー （kitty）
1. 山札の一種。枚数が少なく、何らかの条件にあった競技者がキティーの一部または全部を手札の中の不要なカードと取り替えることができることが多い。
2. ポーカーでは、チップを得た人がそこから拠出した一定額を指すことがある。

切り札 （trump）
主にトリックテイキングゲームにおいて、通常のカードに勝つと定められているカード。
キング （king）
王の絵が描かれた、絵札のランクのひとつ。Kと略す。絵札の中ではもっとも強いカードとして扱われることが多い。

## く
クイーン （queen）
女王の絵が描かれた、絵札のランクのひとつ。Qと略す。絵札の中ではキングの次に強いカードとして扱われることが多い。
グループ （group）
セットに同じ。

## け
結婚 （marriage）
同じスートのキングとクイーンの組。

## こ
子
親以外の競技者。
コントラクト （contract）
契約。デクレアラーによって宣言されたプレイの目標で、デクレアラー（とそのチーム）はそれを達成することを目標とし、ディフェンダーは達成を妨げることを目標にする。

## し
シーケンス 、シークエンス（sequence）
ランクの連続したカード。ポーカー用語の「ストレート」を使うこともある。多くのゲームではスートも同じでなければならない。
ジャック （jack）
男性の絵が描かれた、絵札のランクのひとつ。Jと略す。絵札の中ではクイーンの次に強いカードとして扱われることが多い。英語では古くは「knave」（ネイブ）と呼ばれていた。
シャッフル （shuffle）
カードを切る（混ぜる）こと。→シャッフル (カード)
シングルトン （singleton）
トリックテイキングにおいて、自分の手札内でスートに唯一のカード。そのスートが打たれると必ず出さざるを得ないので、プレイ戦略上ハンディとなることが多い。
ジョーカー （joker）
一部のゲームに使われる特殊なカード。ジェスターの絵が描かれることが多い。最高の切り札として使われたり、ワイルドカードとして使われるなど、機能はゲームによって多様である。→ジョーカー (トランプ)

## す
スート （suit）
カード上に書いてあるシンボルの種類。通常はスペード・クラブ・ダイヤ・ハートの4種類がある。→スート
数札 （pip card）
カード上にスートのシンボルが書いてあるカード。⇔絵札。
捨て札 （discard）
手札の中の不要なカードを場に出すこと。トリックテイキングゲームでは、台札スートでも切り札でもないカードを出すこと。
スペキュレーション
1. 日本で、伝統的にスペードのAをこう呼ぶことがある。
2. ゲームの名前のひとつ。カードをめくっていき、指定されたスートで一番高いカードを入手した者が勝つ。

スラム （slam）
トリックテイキングゲームにおいて、（ほとんど）すべてのトリックを取ること。ゲームによっては異なる名前で呼ばれる。

## せ
セット （set）
1. ラミー系のゲームで、同じランクのカードのこと。通常は3枚または4枚組。
2. トリックテイキングゲームで、デクレアラーがコントラクトの達成に失敗すること

## そ
ソリテア （solitaire）
一人遊び。とくにクロンダイクを指すことが多い。→ソリティア
ソロ （solo）
ひとりで他のすべての競技者の連合軍と戦うこと。

## た
ターンアップ （turn-up）
（通常は山札の一番上のカードを）表返すこと。または表返したカード。切り札を決定するなどの用途に用いる。
台札 （lead）
場に順番にカードを出していく場合、その最初に出されたカード。
ダウンカード （downcard）
表を下にして（伏せて）置かれたカード。⇔アップカード
ダブルヘッド （double-headed）
絵札のデザインで、2つの半身像が上下対称に描かれているもの。
タロン （talon）
キティーに同じ。

## つ
積み札
山札に同じ。

## て
ディーラー （dealer）
手札を配る人。
ディール （deal）
手札を配ること。または、手札を配ってから、次の手札を配るまでの間のことを指すこともある。
ディフェンダー （defender）
デクレアラーがコントラクトを達成するのを妨げることを目的とする競技者。
デクレアラー （declarer）
コントラクトを決定し、それを達成することを目標とする、プレイの主になる競技者。オークションによって決定される。
デッキ （deck）
カードひと組。
デック （deck）
デッキに同じ。
デッドハンド （dead hand）
ゲームによっては実際よりひとり分多く手札を配ることがある（とくに2人用ゲーム）。この余分なひとり分の手札をデッドハンドといい、実際のプレイには使用されない。
手札 （hand）
競技者に配られたカード。通常は配られた競技者のみが見ることができる。
デュース （deuce）
数札の2の別名。

## と
時計回り （clockwise）
各競技者が順番に何かの行動をする場合、ある人が行動したあとに、その左隣の人が行動すること。右回り。⇔反時計回り。→時計回り・反時計回り
トリック （trick）
トリックテイキングゲームのプレイの一単位。各競技者が1枚ずつ手札を場に出していく。一番強いカードを出した競技者がそのトリックに勝つ。
ドロー （draw）
1. 引き分け。
2. 山札の一番上にあるカードを取ってくること。

## の
ノートランプ （no trump）
切り札を使用しないこと。

## は
場 （table）
テーブル上の空間。
パック （pack）
デッキに同じ。
ババ
ジョーカーの俗称。
場札 （layout）
テーブル上に、通常は表を上にして置かれたカード。
バンカー （banker）
ブラックジャックのように、ひとりの競技者が他の全員とそれぞれ1対1の勝負を行うとき、その競技者を指す。
パンター （punter）
バンカーのいるゲームで、バンカー以外の競技者のこと。客。子。
ハンド （hand）
1. 手札に同じ。
2. 手札の特別な組み合わせ。ポーカー・ハンドなど。
3. 競技者。エルダーハンドなど。

反時計回り （counter-clockwise）
各競技者が順番に何かの行動をする場合、ある人が行動したあとに、その右隣の人が行動すること。左回り。⇔時計回り。→時計回り・反時計回り

## ひ
ピケ・デック （piquet deck）
数札の2から6までを除いた32枚ひと組からなるデッキ。
ピノクル・デック （pinochle deck）
数札の2から8までを除いたふた組48枚からなるデッキ。
左回り
反時計回りに同じ。
ビッディング （bidding）
オークションに同じ。
ビッド （bid）
オークションで、各競技者がおこなう宣言。文字通りには「入札」。前の人の行った宣言を後の人のより高い宣言によって無効化できる。
平札 （plain suit）
切り札以外のカード。

## ふ
プール （pool）
勝ったときに得られるチップの額。
フォロー （follow suit）
主にトリックテイキングゲームにおいて、台札と同じスートのカードを出すこと。
札
カードに同じ。
ブック （book）
ラミー系のゲームでは、セットを意味する。

## へ
ペア （pair）
同じランクのカード2枚組。

## ほ
ポット （pot）
主にポーカーで、勝ったときに得られるチップ。

## ま
マーク
スートのことをこう呼ぶ人がいる。
マストフォロー （must follow suit）
主にトリックテイキングゲームにおいて、台札と同じスートのカードがあればそれを出さなければならないというルール。これを破るとリボークになる。同じマストフォローと言ってもゲームによりその詳細な規定は異なる。

## み
右回り
時計回りに同じ。
ミゼール （misère）
トリックテイキングゲームにおいて、トリックを（ほとんど）取らない宣言。

## め
メイフォロー
マストフォローでないことを、こう呼ぶ人がいる。
メルド （meld）
手札の組み合わせ。あるいは組み合わせを場にさらすこと。何がメルドとして認められるかはゲームごとに異なる。

## や
山札 （stock）
テーブル上に、裏が上にくるように積み上げて置かれたカード。枚数が少ないものはキティー・タロンなどと呼ばれることがある。
ヤンガーハンド （younger hand）
各競技者が順番に何かの行動（手札から1枚出すなど）するときに、後から行動する人をこう呼ぶ。⇔エルダーハンド

## ら
ラバー （rubber）
あるひと区切り（ふつうは「ゲーム」という）で勝敗を決めるとき、1回のゲームではなく、ゲームを数回繰り返して最終的な勝敗を決める場合がある。これをラバーという。たとえばコントラクトブリッジは最大3ゲームが行われ、2ゲームの先勝によってラバーが取れる。
ラン （run）
ラミー系のゲームでは、シーケンスを意味する。
ランク （rank）
カードの順位。通常のトランプでは13種類がある。数札については描かれているシンボルの数によって1から10まで順位づけられる。絵札は数札の上に位置づけられ、下からジャック・クイーン・キングの順序になるのが普通である。ただしエースについては単なる1ではなく、キングより上に位置づけられることが多い。

## り
リード （lead）
主にトリックテイキングゲームにおいて、トリックの最初の1枚を出すこと。
リボーク （revoke）
主にトリックテイキングゲームにおいて、ルールにあわないカードの出し方をすること。

## わ
ワイルドカード （wildcard）
他のカードの代用として使えるカード。